# Stefanpol (gmina)
Stefanpol (pocz. Stefanopol) – dawna gmina wiejska istniejąca do 1929 roku w woj. nowogródzkim/Ziemi Wileńskiej/woj. wileńskim w Polsce (obecnie na Białorusi). Siedzibą gminy był Stefanpol (237 mieszk. w 1921 roku).
Na samym początku okresu międzywojennego gmina Stefanpol należała do powiatu dziśnieńskiego w woj. nowogródzkim. 13 kwietnia 1922 roku gmina wraz z całym powiatem dziśnieńskim została przyłączona do Ziemi Wileńskiej, przekształconej 20 stycznia 1926 roku w województwo wileńskie.
Gminę zniesiono 11 kwietnia 1929 roku, a jej obszar włączono do gmin Łużki, Hermanowicze i Mikołajów.

## Demografia
Według Powszechnego Spisu Ludności z 1921 roku gminę zamieszkiwało 3 400 osób, 1 029 było wyznania rzymskokatolickiego, 2 298 prawosławnego, 2 ewangelickiego, 27 staroobrzędowego, 44 mojżeszowego. Jednocześnie 706 mieszkańców zadeklarowało polską przynależność narodową, 2 660 białoruska, 28 żydowską, 2 łotewską, 3 rosyjska, 1 francuską. Było tu 569 budynków mieszkalnych.